# Anne Jardin
Anne Jardin   (Montreal, 26 de juliol de 1959), coneguda posteriorment amb el nom de casada Anne Alexander, és una nedadora quebequesa, ja retirada, especialista en estil lliure, que va competir durant la dècada del 1970.
El 1976 va prendre part en els Jocs Olímpics d'Estiu de Montreal, on va disputar quatre proves del programa de natació. Va guanyar la medalla de bronze en els 4x100 metres lliures, formant equip amb Becky Smith, Gail Amundrud i Barbara Clark, i en els 4x100 metres estils, formant equip amb Susan Sloan, Robin Corsiglia i Wendy Hogg. En els 100 i 200 metres lliures quedà eliminada en sèries. El boicot canadenc als Jocs de Moscou de 1980 impedí la seva participació en uns segons Jocs.
En el seu palmarès també destaquen una medalla de bronze al Campionat del Món de natació de 1975, dues medalles de plata i una de bronze als Jocs Panamericans de 1975 i 1979 i una d'or als Jocs de la Commonwealth de 1974. El 1978 va establir el rècord del món dels 50 metres lliures amb un temps de 26,74 segons. Es va retirar el 1982.
La seva neboda Barbara Jardin també és una destacada nedadora.